# Malăk Persenk
Le Malăk Persenk (en bulgare : Малък Персенк) est un sommet de la chaîne montagneuse des Rhodopes, dans le Sud de la Bulgarie.